# Mangora distincta
Mangora distincta là một loài nhện trong họ Araneidae.
Loài này thuộc chi Mangora. Mangora distincta được Arthur Merton Chickering miêu tả năm 1963.